# Marcus Cannon
Pour les articles homonymes, voir Cannon.
(en) Statistiques sur pro-football-reference
Marcus Cannon, né le 6 mai 1988 à Odessa au Texas, est un joueur américain de football américain. Il joue actuellement avec les Texans de Houston au poste d'offensive tackle.

## Biographie

### Carrière universitaire
Il part étudier à la Texas Christian University et joue pour les Horned Frogs de TSU de 2007 à 2010. Il a joué ses trois premières saison comme tackle droit, puis est déplacé comme tackle gauche pour sa saison senior.

### Carrière professionnelle
Bien qu'étant aux prises d'un lymphome non hodgkinien, il est sélectionné par les Patriots de la Nouvelle-Angleterre au cinquième tour, comme 138e joueur choisi lors de la draft 2011 de la NFL. Pesant 358 livres (environ 162 kg) au moment de la draft, Cannon est le joueur le plus lourd sélectionné par les Patriots et le deuxième joueur le plus lourd de l'histoire de l'équipe après Ted Washington. Il ne peut commencer la saison 2011, puisqu'il doit suivre un traitement de son cancer et n'est pas considéré apte à jouer. En rémission, il fait finalement ses débuts professionnels durant la 11e semaine contre les Chiefs de Kansas City.
Ayant joué essentiellement comme remplaçant à ses premières saisons professionnelles, il devient titulaire comme tackle droit pour les 6 derniers matchs de la saison 2013 et les matchs éliminatoires après une blessure de Sebastian Vollmer. Il remporte l'année suivante le Super Bowl XLIX après la victoire des Patriots contre les Seahawks de Seattle.
Il devient titulaire à plein temps à partir de la saison 2016, en étant désigné tackle droit titulaire pour le début de la saison après que Vollmer soit forfait pour la saison en raison d'une blessure. Il performe très bien durant cette saison, au point d'être sélectionné dans la seconde équipe All-Pro à l'issue de la saison. Il remporte une deuxième bague de champion après que les Patriots aient vaincu les Falcons d'Atlanta lors du Super Bowl LI.
Il décide de ne pas prendre part à la saison 2020 en raison de la pandémie de Covid-19.

## Palmarès
- Vainqueur des Super Bowls XLIX, LI, LIII avec les Patriots de la Nouvelle-Angleterre
- Seconde équipe All-Pro : 2016.
- Première équipe-type de Mountain West Conference : 2009, 2010.
- Troisième équipe-type All-America : 2010